# Андре, Александр
Александр Андре (нем. Alexander Andrae; 27 апреля 1888, Кёзлин, Силезия (ныне Кошалин, Польша) — 3 апреля 1979, Висбаден, Германия) — немецкий военачальник, генерал артиллерии, генерал авиации, в годы Второй мировой войны — военный губернатор греческого острова Крит. Политический деятель ФРГ. Военный преступник.

## Биография
В 1906 году вступил в германскую армию. Участник Первой мировой войны. После окончания войны, остался в рейхсвере, вышел в отставку в 1920. Затем до 1935 года служил в органах внутренних дел, после чего вновь вступил в армию.
С августа 1936 года на службе в Люфтваффе. Инспектор учебных заведений и авиационных училищ (1.02.1938—25.08.1939 и 1.10.1939—7.03.1940).
После начала Второй мировой войны находился на командно-штабных должностях Люфтваффе в Польше, Дании, на Балканах и на Крите. Принял активное участие в Польской кампании 1939 года, оккупации Дании, балканской кампании и операции на Крите.
В июне 1941 года назначен Верховный главнокомандующим и губернатором о. Крит. Под его командованием тысячи мирных жителей Крита были замучены или казнены.
Осенью 1942 года Андре получил назначение в Имперское министерство авиации и оставил Крит генералу Бруно Брауэру.
В мае 1943 года отправлен в отставку, однако в апреле 1945 вновь призван на военную службу с назначением в 4-ю танковую армию Третьего Рейха.
После капитуляции Германии в мае 1945 года Андре был арестован англичанами, а затем экстрадирован в Грецию, где предстал перед судом за военные преступления на острове Крит.
В 1947 году был приговорен к четырем пожизненным заключениям, но, проведя четыре года в тюрьме, был выпущен в январе 1952 года. Выйдя на свободу, занялся политической деятельностью и вскоре стал одним из самых видных политиков правого крыла ФРГ. Был одним из основателей Немецкой имперской партии.

## Продвижение по службе
- 27.01.1908 — Лейтенант
- 28.11.1914 — Обер-лейтенант
- 18.12.1915 — Гауптман
- 01.02.1920 — Полицай-гауптман
- 13.07.1921 — Полицай-майор
- 31.03.1933 — Полицай-оберстлейтенант
- 20.04.1934 — Полицай-оберст
- 15.10.1935 — Оберст
- 01.01.1938 — Генерал-майор
- 01.01.1940 — Генерал-лейтенант
- 01.07.1941 — Генерал авиации
- апрель 1945 — генерал артиллерии

## Награды
- Железный крест